# 林文纘
林文纘（1457年—1560年），字德緒，福建福州府侯官縣洪塘瓦埕乡（今福州建新镇瓦埕村）人，明朝政治人物。

## 生平
福建鄉試第八十一名。弘治十八年（1505年）乙丑科進士。奉撰《孝宗实录》，事成，授南京兵部主事。正德六年（1511年），补刑部员外郎。正德十四年（1519年），升湖广布政司参议。
嘉靖元年（1522年），力辞升擢，归里课子。嘉靖三十九年（1560年）病卒。

## 家族
曾祖父林信任；祖父林秀，贈南京刑部主事；父親林玠，貢士。母王氏 (□□貞節）。